# Кримска област
Кримска област (укр. Кримська область; рус. Крымская область) је била област (провинција) бивше Руске СФСР (1945–1954) и Украјинске ССР (1954–1991) унутар Совјетског Савеза. Главни град је био Симферопољ. Административну јединицу је наслиједила Кримска АССР.

## Историја
Дана 30. јуна 1945. Кримска област је замијенила Кримску AССР након што јој је одузет аутономни статус као резултат наводних злочина кримских Татара током Другог свјетског рата.. Дана 19. фебруара 1954. област је пребачена из Руске СФСР под јурисдикцију Украјинске ССР. На основу "интегралног карактрера економије, територијалне близине и блиских економских и културних веза између Кримске провинције и Украјинске ССР."
Дана 12. фебруара 1991. статус Кримске области је промијењен у статус аутономне републике од стране Врховне Раде као резултат државно одобреног референдума који се одржао 20. јануара 1991. 4 мјесеца касније, 19. јуна, унете су одговарајуће измјене у Устав Украјинске ССР.
Од 6. маја 1992. године, Аутономна Совјетска Социјалистичка Република је трансформисана у Републику Крим у саставу Украјине. 21. септембра 1994. Врховна Рада је промјенила преименовала у Аутономну Републику Крим. Ово име је кориштено за Крим (са изузетком града Севастопоља) у новом украјинском уставу из 1996. Статус Севастопоља, због стратешке важности главне базе руске црноморске флоте, остао је споран између Украјине и Русије до 1997. када је договорено да се третира као град са специјалним статусом унутар Украјине.